# أبرشية الأقباط الكاثوليك في الأقصر
أبرشية الأقباط الكاثوليك في الأقصر- وتسمى بإبراشية طيبة للاقباط الكاثوليك، وهي تمثل إحدي الإبراشيات الخاصة بالأقباط الكاثوليك، والتي
تتواجد في العديد من محافظات مصر( مثل أسيوط وسوهاج والمنيا والجيزة والإسماعيلية)، مقر الإبراشية هو مدينة الأقصر. وهي تعد أقدم الإبراشيات في تاريخ الكنيسة القبطية الكاثوليكية في عصرها الحديث حيث يبلغ عمرها أكثر من (125) عامًا.

## النشأة والتاريخ
يعود نأسيس الأبرشية إلي 26 نوفمبر 1895م، وكانت عند تأسيسها شاسعة المساحة، حيث أمتدت جدودها من مدينة ملوي شمالاً إلى مدينة أسوان جنوبًا وكان مقرها الإداري مدينة طهطا حيث كرسي الأسقف، ومع مرور الوقت وأزدهار الخدمة الرعوية أنبثق عن هذه الإبراشية إبراشيتين جديدتين ، الأولى تمثلت في إبراشية أسيوط وكان ذلك في 9 أغسطس 1947م، وشملت الحدود الإدارية لمحافظة أسيوط، والثانية التي جاءت بعدها بثلاثة عقود تمثلت في أبراشية سوهاج وكان ذلك في 26 مايو 1982\1983م، وشملت الحدود الإدارية لمحافظة سوهاج. ومنذ ذلك التاريخ باتت حدود إبراشية الأقصر (طيبة) تضم أربعة محافظات هي: قنا والأقصر وأسوان والبحر الأحمر، ومقرها الإداري بمحافظة الأفصر.

## رعاة الإبراشية
تولي إدارة الإبراشية منذ تأسيسها العديد من المطارنة ، نذكر منهم:
- نيافة الانبا اغناطيوس برزى من 26 مارس 1896 إلى 29 يناير 1925م
- نيافة الأنبا مرقس خزام من 30 نوفمبر 1926 إلى 9 أغسطس 1947م.
- نيافة الأنبا ألكسندروس اسكندر من 14 ديسمبر 1947 إلى 9 أغسطس 1949م
- نيافة الأنبا اسحاق غطاس من 16 أكتوبر 1949 إلى 8 مايو 1967م.
- نيافة الأنبا يوحنا نوير من 29 يناير 1956 إلى 26 مارس 1965
- نيافة الأنبا أندراوس غطاس من 9 يونيه 1967 إلى 9 يونيه 1986م
- الأنبا أغناطيوس يعقوب من 15 يوليو 1986 إلى 12 مارس 1994م.
- الأنبا يؤانس زكريا من 14 يوليو 1994 حتي نياحته في 29 ديسمبر 2015.
- الأنبا عمانئيل عياد من 19 أبريل 2016

## العمل الرعوي بالإبراشية
يبلغ عدد الأقباط الكاثوليك بالإبراشية حوالي 18 ألف نسمة، حيث تتكون الإبراشية من 22 رعية يخدم بها 11 كاهن إبراشي، و18 راهب ينتمون إلى الاباء الفرنسيسكان واليسوعيين والكومبونيان ، كما يخدم بالإبراشية 12 جمعية رهبانية نسائية في 13 موقع. كما يوجد بالإبراشية معهد للتكوين الديني والذي يهتم بالتربية الدينية للشباب ويقوم بالتدريس فيه نخبة من الآباء الكهنة والرهبان والراهبات.

## العمل الخدمي بالإبراشية
بجانب العمل الرعوي المقدم لأبناء الكنيسة، تسعى الإبراشية إلى اقديم خدمات للمجتمع المحلي وذلك من خلال المشاركة في مجالات الصحة والتعليم والتنمية بالمحافظات الأربع (حدود الإبراشية) حيث يوجد بالإبراشية العديد من المدارس الكاثوليكية والحضانات والمستوصفات الطبية ودور الضيافة والجمعيات التنموية ، كذلك تقوم دار طيبة للخدمات الاجتماعية التابعة للايبارشية بدور رائد فى العمل الاجتماعى إلى جانب الدور التنويرى الذى تلعبه جمعية مفتاح الحياة التابعة للاباء الجيزويت فضلاً عن الحضور التاريخى للاباء الفرنسيسكان فى شتى ربوع الايبارشية.